# Serenity (Blood for Blood)
Serenity è il quinto album in studio del gruppo hardcore punk statunitense Blood for Blood, pubblicato nel 2004.

## Tracce
1. A Prayer to the Night Sky
2. Serenity
3. Hanging on the Corner
4. Live the Lie
5. A Rock 'n' Roll Song
6. My Jesus Mercy
7. Runaway (Del Shannon cover)
8. City Boy
9. Serenity (Reprise)